# Raids sur Rhino et Gecko
 (janvier 2015).
Rhino et Gecko étaient les noms de code attribués à deux objectifs dans le sud de l'Afghanistan qui firent l'objet d'un raid de forces spéciales la nuit du 19 au 20 octobre 2001. Cette opération fut la première action d'envergure au sol de la Seconde guerre d'Afghanistan.

## L'opération
Le plan consistait en un assaut parachutiste sur un aérodrome appelé Objectif Rhino, et un assaut héliporté sur un complexe, Objectif Gecko, appartenant à Mohammad Omar, le chef des Talibans. L'opération fut menée par la Task Force Sword, dirigée par le Major General Dell L. Dailey et comprenant notamment le B Squadron de la Delta Force et le 3e bataillon du 75th Ranger Regiment.

### Rhino

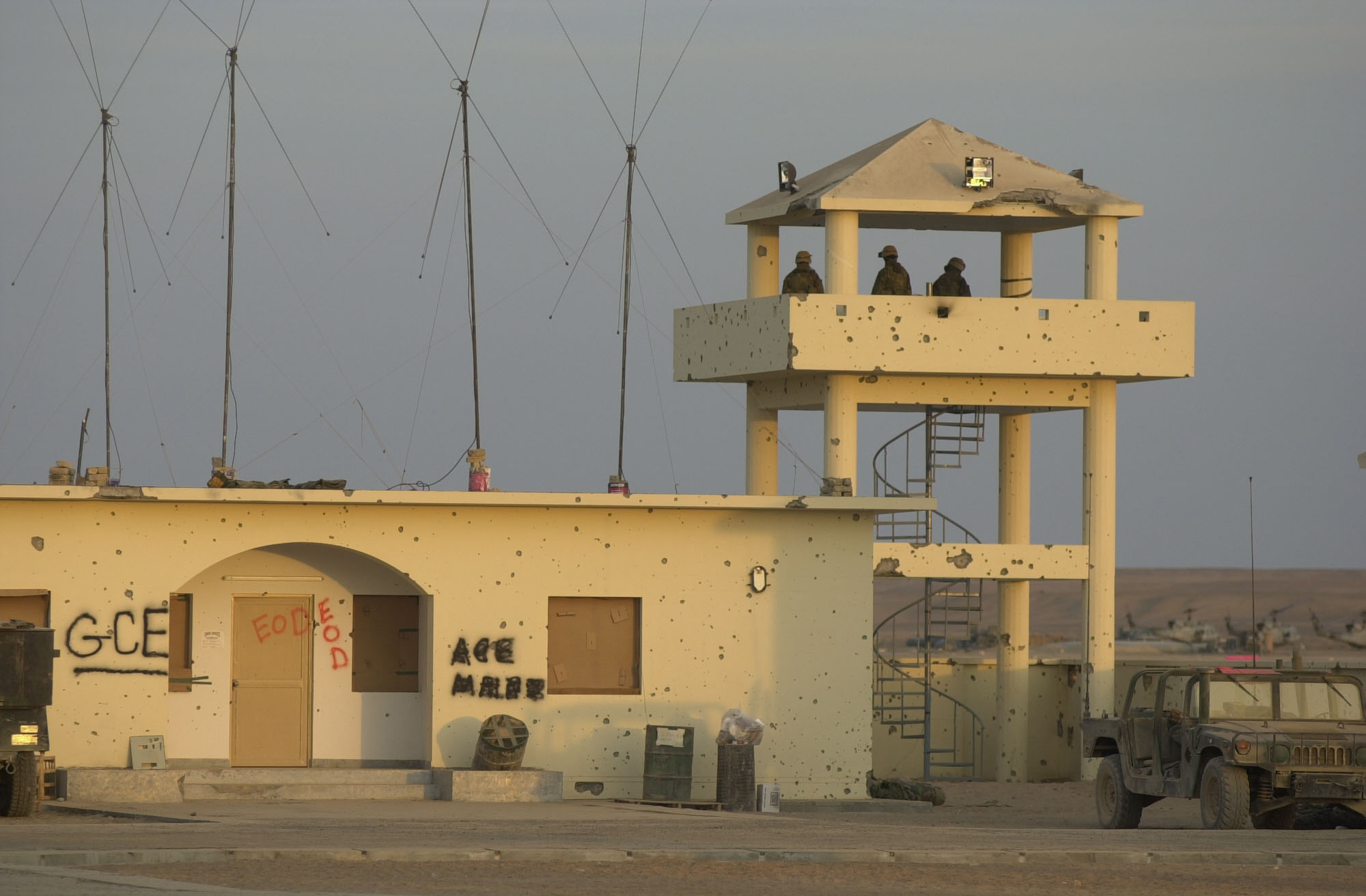
Lobjectif Rhino, devenu une base américaine, le 2 décembre 2001.

L'Objectif Rhino était un aéroport utilisé par un émir du Golfe Persique lors de ses parties de chasse au faucon en Afghanistan, situé à Dolangi dans le désert de Registan, à une centaine de kilomètres au sud-ouest de Kandahar. Les buts de cette opération étaient de capturer la piste d'atterrissage, de la sécuriser, d'établir un site de traitement de blessés, un site de ravitaillement et un site de réarmement d'hélicoptères (forward aerial refuel/rearm point ou FARP), et d'évaluer l'état de la piste pour de futures opérations. Rhino était divisé en quatre objectifs séparés, appelés Tin, Iron, Cobalt et Copper.
Des bombardiers furtifs Northrop B-2 Spirit larguèrent des bombes à guidage GPS de 900 kg sur Tin, puis des canonnières volantes Lockheed AC-130 attaquèrent les bâtiments et tours de garde de Cobalt, ne virent pas de cibles sur Iron et ne trouvèrent pas Copper. Ils tirèrent ensuite sur Tin, rapportant avoir tué onze ennemis et fait fuir neuf autres. 
Quatre MC-130E Combat Talon, partis d'Oman, parachutèrent à 240 m d'altitude 199 Rangers des compagnies A et C du 3e bataillon du 75th Ranger Regiment accompagnés d'un élément de commandement et de contrôle régimentaire et d'éléments d'appui d'autres unités. Une équipe de cadreurs de combat filma l'opération, qui était le premier parachutage de guerre des forces armées américaines depuis l'invasion du Panama en 1989.
Les Rangers se posèrent, rencontrèrent pour toute résistance un seul soldat ennemi qui fut abattu par plusieurs Rangers de la compagnie C, et replièrent leurs parachutes pour permettre de futurs mouvements d'aéronefs sur la piste.
La compagnie A, appuyée par une équipe de tireurs de précision, prit d'assaut Tin puis Iron, et établit des positions de blocage pour faire face à d'éventuelles contre-attaques.
Les deux sections de la compagnie C prirent d'assaut Cobalt, pendant que le haut-parleur du Tactical PSYOP Detachment (TPD) 940 du 9th Psychological Operations Battalion diffusait des messages en trois langues encourageant les adversaires à se rendre. Cobalt, un complexe entouré de murs, était désert, et le principal obstacle rencontré fut la difficulté inattendue que posait l'ouverture de nombreuses portes en acier verrouillées.
Quatorze minutes après le début de la fouille de Cobalt, un MC-130 transportant une équipe médicale se posa, et les docteurs prirent soin de deux Rangers qui s'étaient blessés lors du saut. Six minutes plus tard, un groupe d'hélicoptères participant à l'assaut sur Gecko se posa pour être ravitaillé et réarmé.
Les AC-130 orbitant autour de Rhino attaquèrent des soldats et véhicules se dirigeant vers l'objectif, et une équipe d'un Special Tactics Squadron de l'US Air Force examinait la piste pour voir si elle pouvait accueillir de gros avions. Une fois ces tâches terminées, les troupes évacuèrent Rhino en repartant avec les MC-130 qui avaient amené le nécessaire de ravitaillement et réarmement pour les hélicoptères, laissant derrière eux des tracts d'opérations psychologiques. Ils avaient passé 5 heures et 24 minutes au sol.
Immédiatement après l'opération, la vidéo de l'opération fut transmise aux quartiers-généraux du 4th Psychological Operations Group (en) à Fort Bragg puis à Washington, d'où elle fut communiquée aux médias, dans le but de montrer que les forces américaines étaient actives au sol en Afghanistan.

### Gecko

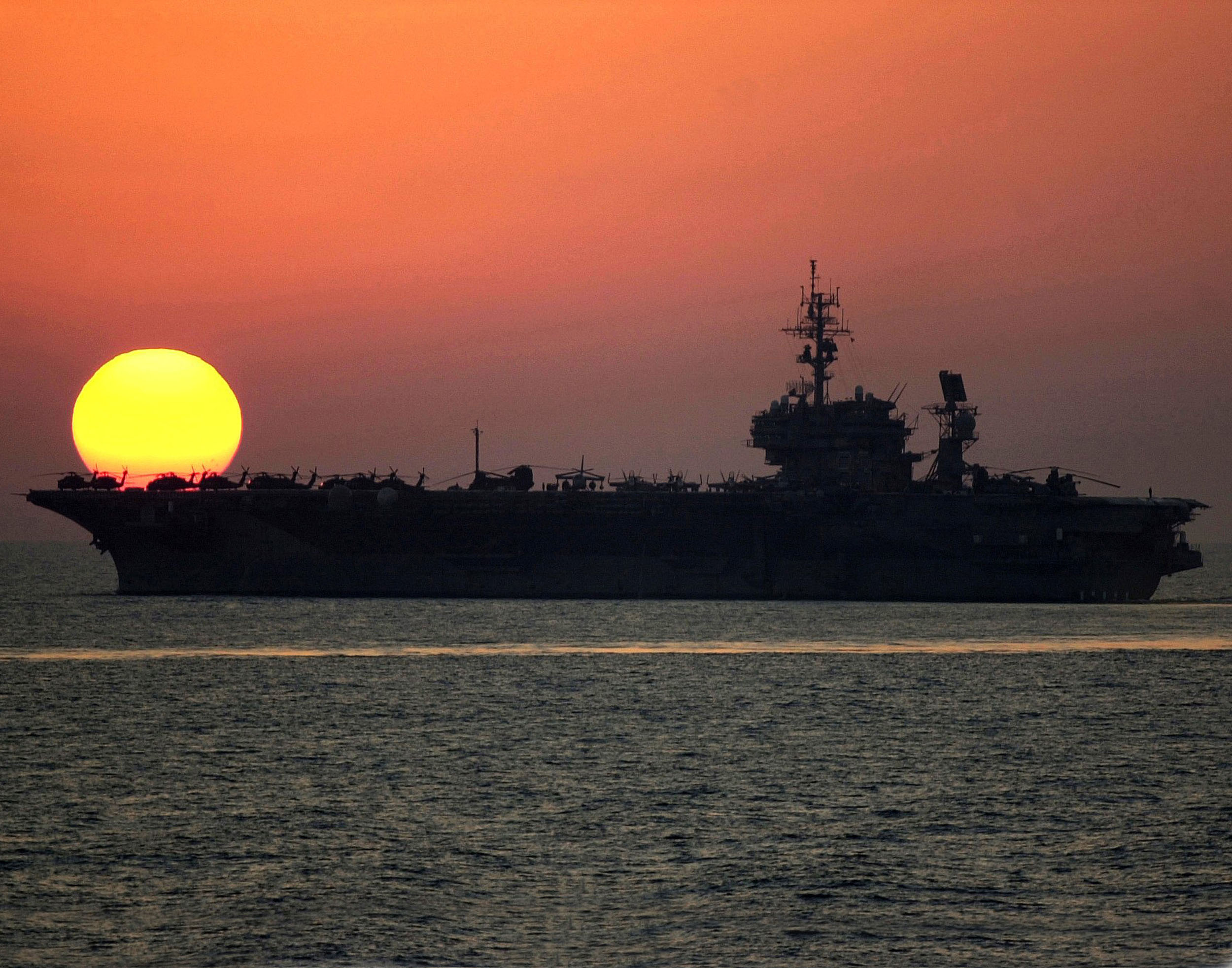
L' avec des hélicoptères du 160th SOAR fin 2001.

L'assaut sur l'Objectif Gecko n'eut pas droit, lui, à une telle médiatisation, car la Task Force Gecko qui mena cet assaut était formée autour d'un escadron renforcé de la très secrète « Delta Force ».
Les documents officiels se contentent de dire que Gecko, un complexe appartenant au Mollah Omar très proche de Kandahar, fut attaqué par des AC-130 et des MH-60L Direct Action Penetrator du 160th Special Operations Aviation Regiment (Airborne) armés avant que quatre MH-47 Chinook y infiltrent 91 soldats des forces spéciales qui fouillèrent les bâtiments et qui furent exfiltrés après avoir passé une heure sur l'objectif. Ce raid, parti du porte-avions USS Kitty Hawk, fut le plus long raid héliporté de l'histoire, long de 2 000 km et demandant 15 heures de vol continu.

### Honda
En marge de l'opération, quatre MH-60K Black Hawk partis du Pakistan infiltrèrent 26 Rangers de la compagnie B et deux hommes des forces spéciales de l'USAF sur l'objectif Honda, une piste déserte, pour établir un site de secours en cas d'imprévu. Le deuxième MH-60K fut aveuglé par le sable soulevé par les rotors et s'écrasa en tuant deux Rangers et faisant plusieurs blessés.
La 15th Marine Expeditionary Unit (Special Operations Capable) [15th MEU (SOC)], qui croisait à bord de navires en mer d'Arabie et servait de force de réaction rapide pour l'opération, lança en une heure ses hélicoptères CH-53E Super Stallion pour récupérer l'épave du Black Hawk et ses passagers. Un des appareils transporta l'épave sous élingue jusqu'à un terrain de secours au Pakistan. Alors que les hélicoptères, posés, attendaient d'autres CH-53E leur apportant le carburant nécessaire pour retourner jusqu'aux navires croisant en mer d'Arabie, ils essuyèrent quelques tirs d'armes légères. Tout en ripostant, les Rangers et Marines remontèrent dans les appareils qui quittèrent la base, laissant le Black Hawk derrière eux, et, après un ravitaillement sur un autre terrain pakistanais, rejoignirent sans difficulté supplémentaire la mer et les navires de l'US Navy. 
Deux nuits plus tard, les Marines revinrent en force sur le premier terrain, appuyés par des hélicoptères d'attaque AH-1 Cobra. Ils observèrent des rôdeurs autour de l'enceinte de la base mais ceux-ci restèrent à distance. Après avoir vérifié l'absence de mines et de pièges, le Black Hawk fut pris sous élingue et rapporté à l'US Army.

## La controverse

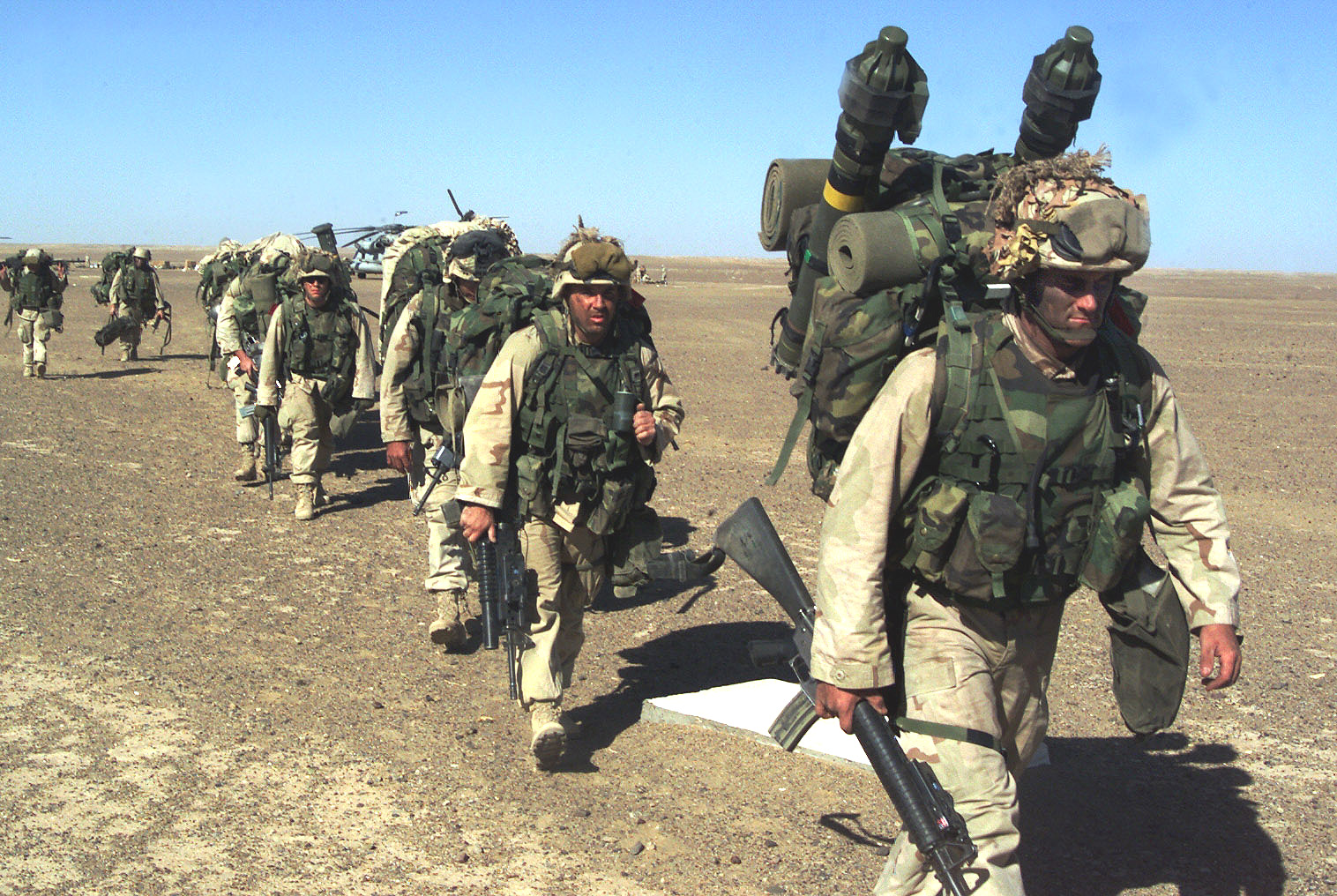
Marines de la MEU au Camp Rhino, l'un des objectifs des raids d'octobre, le 25 novembre 2001.

Ces raids, et en particulier celui sur Objectif Gecko, seront l'objet d'une controverse dans la presse les semaines suivantes. Le journaliste Seymour Hersh écrivit dans le New Yorker que le raid sur Gecko avait été presque un désastre. On n'y trouva pas le Mollah et peu de documents intéressants. Les Talibans lancèrent une violente contre-attaque très rapidement et les soldats durent évacuer en urgence, abandonnant un de leurs objectifs qui était de laisser une équipe infiltrée pour surveiller Gecko après leur départ au cas où le Mollah y reviendrait. Douze opérateurs Delta auraient été blessés, dont trois grièvement. Un des Chinook, en vol à très basse altitude, percuta une barrière, perdant une partie de son train d'atterrissage que les Talibans exhibèrent en prétendant avoir abattu l'appareil. Ils prétendirent aussi avoir retrouvé le pied arraché d'un Américain.
Quant à Rhino, une équipe d'éclaireurs aurait été infiltrée dans la zone à l'avance et avait rapporté l'absence d'ennemi sur l'objectif, le saut des Rangers n'étant qu'un « show télévisé ».
La vérité semble être quelque part entre les deux versions. Si la rapidité avec laquelle les Talibans montèrent leur contre-attaque surprit les Américains, ceux-ci purent évacuer sans gros problèmes. En réalité aucun soldat ne fut blessé par l'ennemi, seuls quelques commandos à Gecko avaient été blessés par des débris soufflés par leurs propres grenades, et le 6 novembre, seuls deux participants à ces raids n'étaient pas redevenus totalement opérationnels.
Le fait que les objectifs étaient probablement vides d'ennemi était connu des planificateurs. Le général Dailey voyait l'opération sous un angle de guerre psychologique, dans le but d'impressionner les Talibans, bien que cette vision ne fût pas partagée par un certain nombre de membres de la Task Force Sword. À la suite de la publication du journaliste Hersh, le retrait de la Task Force Sword fut envisagé mais des officiers des unités spéciales s'y opposèrent en proposant de nouveaux plans d'opérations. Au lieu de lancer des opérations précises contre des objectifs déterminés à l'avance, des équipes de forces spéciales furent infiltrées dans le sud de l'Afghanistan avec pour mission de « tâter » le terrain et d'agir en fonction de ce qu'elles trouveraient.
Par ailleurs, les critiques négligent le fait que certains objectifs importants furent atteints : Rhino devait servir de FARP (Forward Aeral Refueling Point ou point de ravitaillement avancé) et de terrain de secours en cas de problème à Gecko, ce qui fut fait. La piste de Rhino fut évaluée par des Combat Control Team, une action peu visible mais extrêmement importante pour la suite des opérations dans le pays puisque les renseignements recueillis à cette occasion décideront la Task Force 58 des Marines à capturer Rhino pour en faire une base d'opérations avancée fin novembre 2001. Enfin, ces raids servirent de diversion à l'infiltration, la même nuit, des deux premières A-teams des Special Forces dans le nord de l'Afghanistan.